# Kloster Volkhardinghausen
Das Kloster Volkhardinghausen war ein vor 1221 gegründetes ein Augustinerinnen-Frauenstift und dann ab 1461/69 ein Kollegiatstift von Augustiner-Chorherren in Volkhardinghausen, einem heutigen Stadtteil von Bad Arolsen im nordhessischen Landkreis Waldeck-Frankenberg. Es wurde im Zuge der Einführung der Reformation in der Grafschaft Waldeck aufgelöst und in eine gräfliche Meierei umgewandelt. Die Klostergebäude wurden 1624 im Dreißigjährigen Krieg von schwedischen Truppen weitgehend zerstört. Heute steht nur noch das spätgotische Konventshaus mit einem Teil des restaurierten Kreuzgangs. Die Meierei wurde 1715 aufgeteilt und mit der Ansiedlung von 16 Kolonisten entstand das heutige Dorf Volkhardinghausen.

## Lage

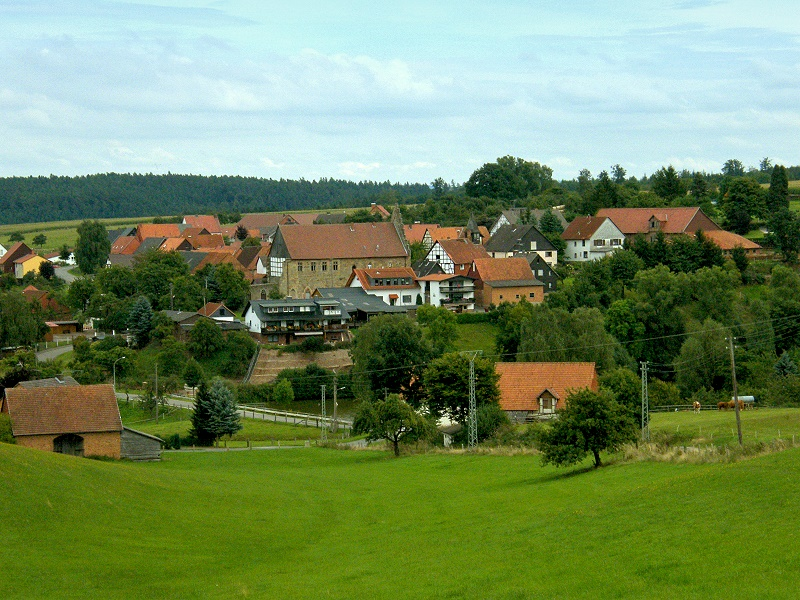
Volkhardinghausen, in der Mitte das ehemalige Konventshaus

Die Reste des Stifts befinden sich inmitten des Dorfs auf 340 m Höhe über NHN an der Klosterstraße. Etwa 80 m westlich des einstigen Konventshauses liegt der aufgestaute „Klosterteich“, der den Chorherren zur Fischzucht diente und auch heute noch als Fischteich genutzt wird. Er wird von einem durch das Dorf fließenden Bach gespeist, der nordostwärts zur Watter entwässert. Die Kreisstraße K9 (Elleringhäuser Straße) von Landau nach Elleringhausen führt nördlich an Dorf, Kloster und Teich vorbei.

## Geschichte

### Chorfrauenstift
Zu den Anfängen des Klosters liegen keine Quellen vor. Bereits vor 1221 müssen dort eine Siedlung und das Kloster bestanden haben, denn im November dieses Jahres wurden beide erwähnt: prepositus et conventus in Volkardeshusen; monasterium, als Papst Honorius III. das Kloster und seine Güter unter seinen Schutz stellte. Papst Urban IV. (1261–1264) stellte das Kloster noch einmal unter seinen und des Apostels Petrus Schutz. Die beiden Hauptpatrone waren Johannes der Täufer und der heilige Blasius. Wer das Kloster gründete, ist nicht geklärt. Wahrscheinlich waren es die Herren von Gudenberg, die mindestens bis 1235 die Vogtei innehatten und dem Stift im Verlauf des 13. Jahrhunderts mehrfach Grundbesitz und Zehnteinkünfte verkauften oder schenkten, so z. B. in Wizzenrode, Strothe und Widekindeshagen, aber auch die Grafen von Schwalenberg, Vorfahren der Grafen von Waldeck, kommen in Frage, von denen die Gudenberg den Ort vermutlich als Lehen innehatten.
Das Patronatsrecht übte anfangs Albert von Buxthoeven, Bischof von Riga aus, der es für seinen Kreuzzug 1200 in Livland vom Bischof von Paderborn, wohl Bernhard II., erhielt. Im Stift, geleitet von der Priorin, lebten adlige und nichtadlige Töchter aus der Bevölkerung des Umlands und nach außen wurde es durch einen ab Ende des 13. Jahrhunderts durch den Konvent gewählten Propst vertreten. Große Bedeutung erlangte es nicht, aber durch Schenkungen und Ankäufe, u. a. von zwei Salzwerken, vergrößert es seinen Besitz und erlebte im 14. Jahrhundert eine gewisse wirtschaftliche Blüte. Das bereits vorhandene Dorf wurde nach und nach in Klostergut umgewandelt, wobei einige der Einwohner sicherlich auch vertrieben wurden. Ein Pleban ist mindestens ab 1283 nachweisbar, und die Stiftskirche wurde auch als Parochialkirche der Stiftspfarrei genutzt.

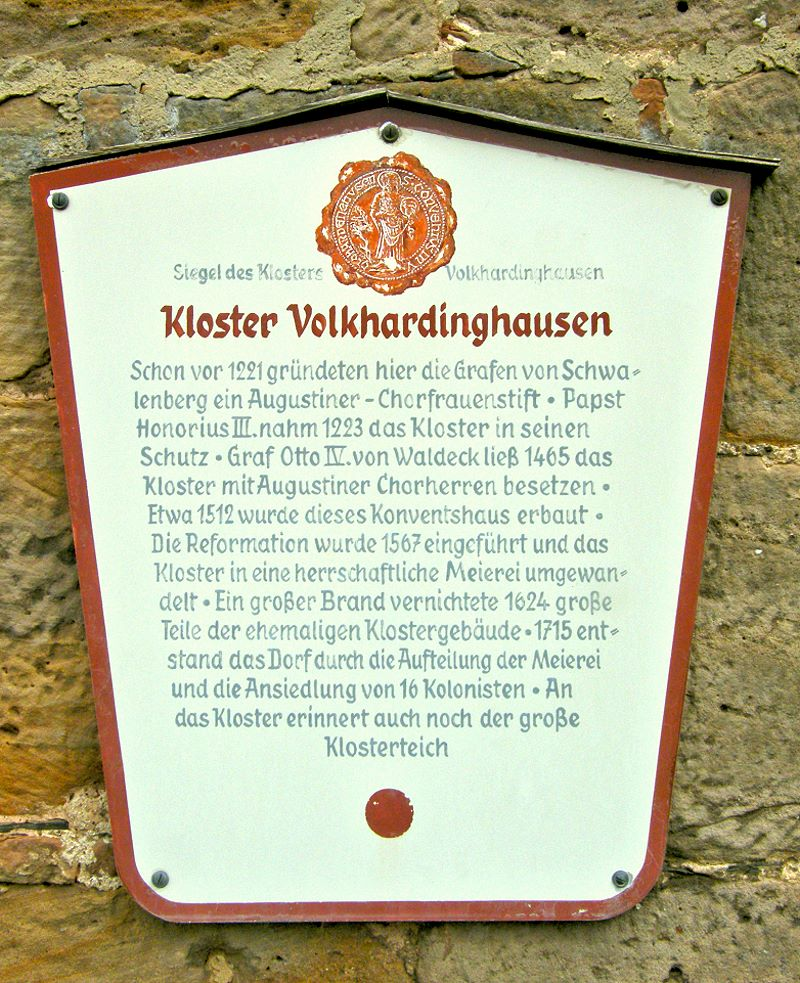
Hinweistafel Volkhardinghausen

Bereits in der ersten Hälfte des 15. Jahrhunderts verarmte das Kloster rapide, und als es schließlich so verarmt war, dass 1465 bloß noch zwei Stiftsdamen und zwei Laienschwestern in den verfallenden Gebäuden lebten, veranlasste die wirtschaftliche Not den Grafen Otto IV. von Waldeck zu Landau, eine grundlegende Reform des Klosters in Angriff zu nehmen. Klagen über mangelnde Zucht im Stift – was vielerorts der Grund für drastische Reformen war – sind nicht bekannt.

### Chorherrenstift
Graf Otto ließ 1461 eine Visitation durchführen und das Stift im September 1465 durch Bischof Simon von Paderborn an den Prior Johannes Stolte des Klosters Böddeken übergeben. Die beiden verbliebenen Stiftsdamen wurden ausgewiesen; statt ihrer kamen zunächst vier Ordensbrüder und einige Laien aus dem Kloster Möllenbeck bei Rinteln nach Volkhardinghausen; erster Prior war Lambert von Büren. 1467 schloss sich das Stift, auf Veranlassung des Grafen, der Windesheimer Kongregation an. Die Waldecker Grafen verzichteten dabei auf all ihre Rechte und Dienste in Volkhardinghausen, ausgenommen die Gerichtsbarkeit. Damit waren die Grundlagen für einen raschen Aufschwung gelegt. Das Stift erlebte eine wirtschaftliche Blüte und vergrößerte seinen Besitz durch Schenkungen und Erwerbungen. Von 1483 bis 1498 gehörte Braunsen und bis 1498 auch Elleringhausen zur Pfarrei Volkhardinghausen, aber 1498 wurde der Pfarrgottesdienst nach Elleringhausen verlegt. 1512 erweiterten die Chorherren die Klostergebäude und errichteten das heute noch erhaltene spätgotische Konventshaus. Um 1500 lebten 20 Chorherren und 70 Laienbrüder im Kloster, und bis 1520 stieg die Zahl der Laien auf fast 100 Personen; hinzu kamen eine Anzahl von „Kommensalen“ (Tischgenossen), die einen Mittagstisch im Kloster hatten.

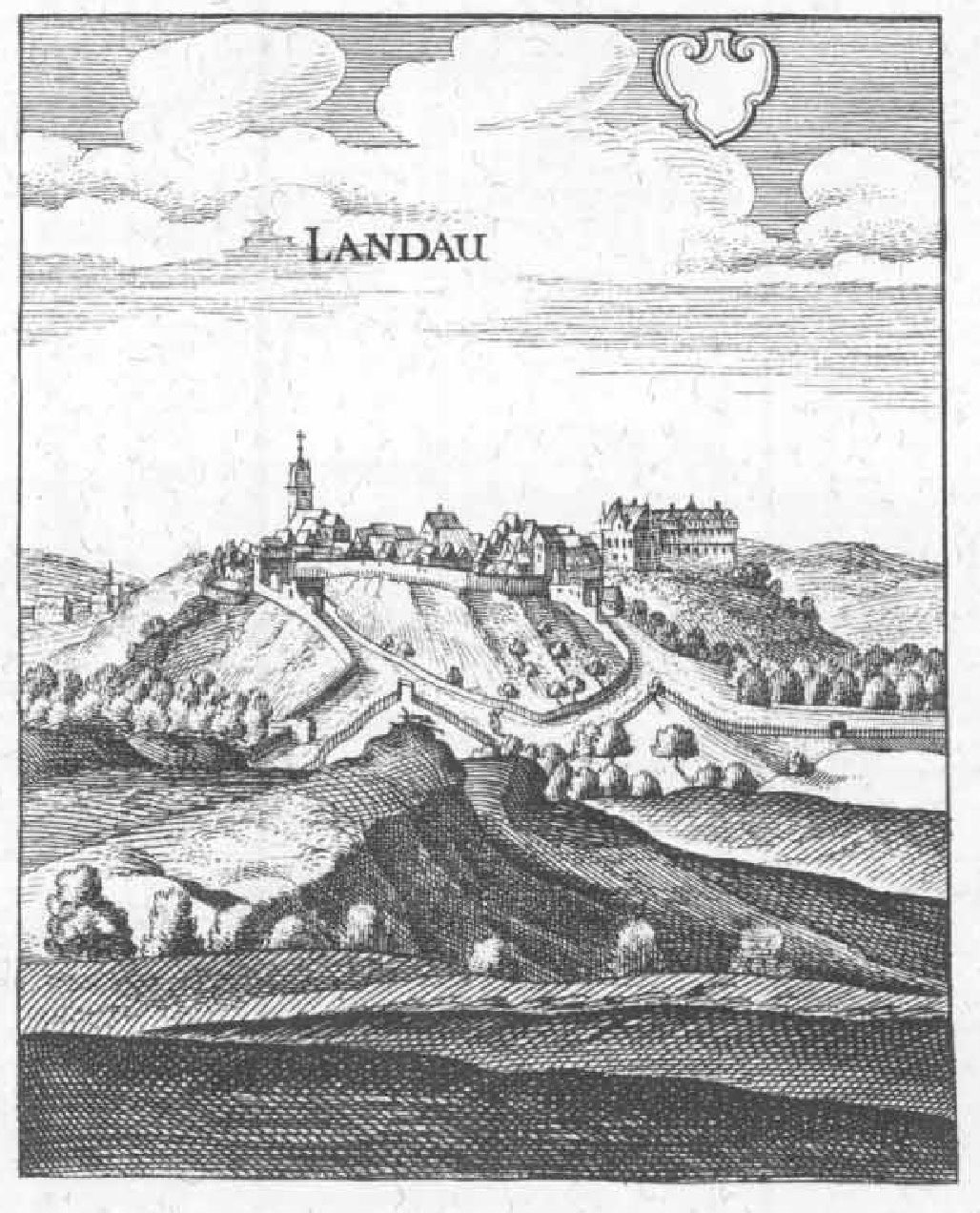
Landau und ganz links die Ruine der Stiftskirche Volkhardinghausen

Die Stiftskirche muss von erheblicher Größe gewesen sein. Kein Bild von ihr ist überliefert, aber ein Kupferstich von Matthäus Merian in der Topographia Germaniae, der die Stadt Landau im Jahr 1645 darstellt, zeigt am linken Rand in Richtung Volkhardinghausen eine große Kirche, wahrscheinlich die Ruine der Stiftskirche. Das Kloster erwarb nicht nur Streubesitz im weiten Umfeld, sondern besaß auch eine eigene Ziegelei, ein Sägewerk und eine beachtliche Klosterbibliothek. Inventare aus den 1570er Jahren weisen eine für die damalige Zeit beachtliche Zahl von rund 400 zum Teil mehrbändigen Werken auf, die in der eigentlichen „Liberey“ und in der Zelle des Priors standen. Die Chorherren der Windesheimer Kongregation waren angehalten, morgens zwischen Prim und Terz sowie nachmittags zwischen Non und Vesper Bücher abzuschreiben. Hervorzuheben sind hier Johannes von Deventer, 1531–1542 Prokurator, dann bis 1556 Prior, sowie Matthias von Erkelenz, Subprior von 1548 bis 1555 und 1556–1571 Prior, die als Schreiber von Handschriften und als Glossatoren in gedruckten Büchern herausragten. Auch wurden Bücher gekauft, besonders unter Johannes von Deventer, der ab 1543 auch reformatorisches und humanistisches Schrifttum erwarb. Ebenfalls erwähnenswert ist der Maler Cort (Conrad) Hubener, der sich 1520 als Laie in das Stift einkaufte und dann ein neues Altargemälde für die Stiftskirche schuf.

### Ende
1525 wurde in der Grafschaft Waldeck die Reformation eingeführt, und 1526 fand in den Stiftsgebäuden die Volkhardinghäuser Synode statt, die über die Struktur der lutherisch geprägten Landeskirche von Waldeck entschied. In der frühen Reformationszeit verließen vermehrt Chorherren das Stift, den verbliebenen wurde Wohnrecht bis zum Lebensende eingeräumt. Um 1545 begann der wirtschaftliche Niedergang und 1545 und 1550 fanden die letzten Visitationen durch das Windesheimer Generalkapitel statt. Dann wurde das Stift in die Waldecker Landeskirche eingebunden. 1567 erlosch die Selbständigkeit: das Anwesen wurde in einen gräflichen Meierhof und ein Armenhospital umgewandelt und ein gräflicher Verwalter übernahm die Wirtschaftsführung. 1571 kam es auf Veranlassung von Johann II., Fürstbischof von Osnabrück und von Münster sowie Administrator des Bistums Paderborn, zu einem erneuten Visitationsversuch durch die Klöster Dalheim und Böddeken mit dem Ziel der Rekatholisierung, der allerdings erfolglos blieb. Der letzte Chorherr, Antonius Huppen, starb 1576 und damit wurde das Kloster endgültig aufgelassen.

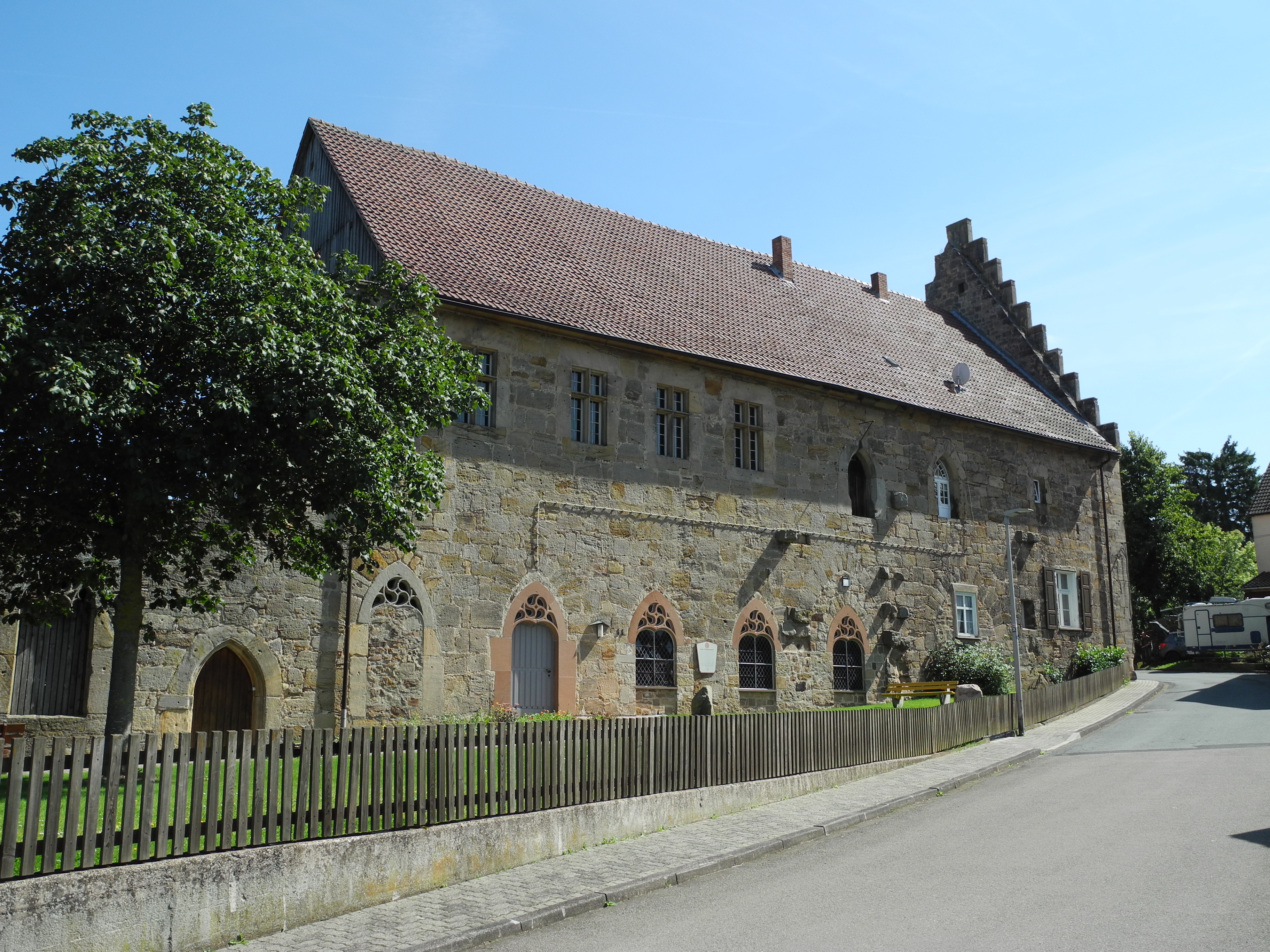
Das ehemalige Konventshaus (August 2021)

Die Glocken der Kirche wurden vermutlich in die Stadtkirche von Landau gebracht; das Chorgestühl gelangte in das Kloster Flechtdorf und befindet sich dort im südlichen Seitenschiff. Von den Kunstwerken des Klosters blieb ein großes Kruzifix erhalten, das im Kloster Meitersdorf geschnitzt wurde; es befindet sich heute im Chorraum der Kirche in Landau. Eine ebenfalls aus Meitersdorf stammende holzgeschnitzte Strahlenkranzmadonna von 1522/23 hing noch bis 1903 in der Landauer Kirche; seitdem ist sie im Besitz des LWL-Museums für Kunst und Kultur in Münster. Die Bibliothek befindet sich heute zum großen Teil in der „Fürstlich Waldeckischen Hofbibliothek“ in Bad Arolsen.

### Spätere Nutzung

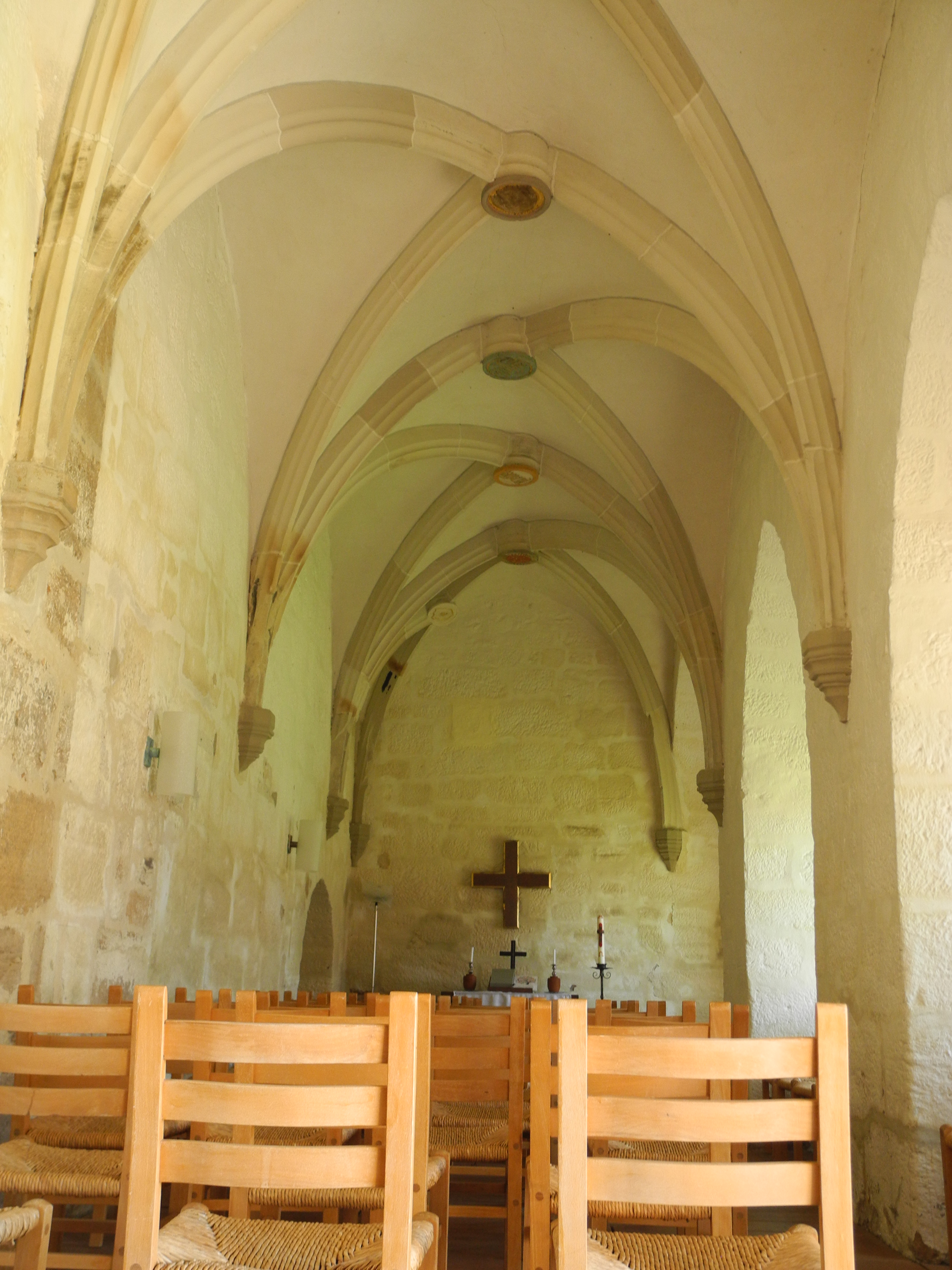
Kapelle im ehemaligen Kreuzgang

Die Klostergebäude fielen 1624 im Dreißigjährigen Krieg weitgehend schwedischen Truppen und einem von ihnen verursachten Großbrand zum Opfer. Lediglich das Konventshaus, ein stattlicher, zweigeschossiger Steinbau mit steilem Staffelgiebel sowie Teile eines an den Konvent anschließenden Kreuzgangs aus dem 15. Jahrhundert mit elegantem Springgewölbe blieben stehen.
1715 wurde die Meierei aufgeteilt, und mit der Ansiedlung von 16 Kolonisten entstand das heutige Dorf Volkhardinghausen.
Der erhaltene Flügel des Kreuzganges, der zuvor als Stall genutzt worden war, wurde nach Restaurierung von 1968 bis Ende 2022 als Kapelle für Gottesdienste und Trauerfeiern genutzt, dann jedoch aus wirtschaftlichen Gründen geschlossen.